# Miha Zupan
Miha Zupan (Kranj, 13 de setembro de 1982) é um basquetebolista profissional esloveno, e desde 2010 joga no CSM Oradea. Apesar de ser surdo desde o nascimento, joga entre jogadores não-surdos ao nível mais alto da Europa. Ele é um ala-pivô de 2,05 metros podendo jogar como pivô, quando necessário.

## Carreira

### Infância e Juventude
Zupan passou a maior parte de sua infância em uma escola especial para surdos, eventualmente aprendendo a se comunicar. Mais tarde, com um tipo não especificado de aparelho auditivo conseguiu ter audição suficiente para compreender a fala. Ele não jogou basquete até aos 14 anos de idade, quando praticava mais futebol e voleibol. Depois que seu treinador de basquete o viu jogar pela primeira vez (em uma quadra de escola), levou-o imediatamente para se integrar à equipe nacional de basquete da Eslovênia para surdos, a qual por duas vezes foi à final do campeonato europeu tendo Zupan como sua estrela.
Aos 17 anos, ele assinou seu primeiro contrato com uma equipe profissional, o KD Slovan. Durante sua adolescência, ele cresceu 20 cm (8 polegadas) em um período de 18 meses, ocasionando problemas em seus joelhos, fato que o afastou das quadras durante vários meses no início de sua carreira.